# Phanischnoptera aliena
Phanischnoptera aliena är en insektsart som först beskrevs av Brunner von Wattenwyl 1891.  Phanischnoptera aliena ingår i släktet Phanischnoptera och familjen vårtbitare. Inga underarter finns listade i Catalogue of Life.